# أوسكار ليفي
أوسكار ليفي (بالإنجليزية: Oscar Levy) (و. 1867 – 1946 م) هو كاتب، وطبيب من المملكة المتحدة. ولد في ستارغارد.
توفي في أكسفورد، عن عمر يناهز 79 عاماً.

## التعليم
تعلم في جامعة فرايبورغ.